# Dalmasula dodebai
Espèce
Dalmasula dodebai est une espèce d'araignées aranéomorphes de la famille des Oonopidae.

## Distribution
Cette espèce est endémique du Cap-du-Nord en Afrique du Sud. Elle se rencontre à Koiingnaas.

## Description
La femelle holotype mesure 2,69 mm.

## Étymologie
Cette espèce est nommée en l'honneur de Domir De Bakker.

## Publication originale
- Platnick, Abrahim, Álvarez-Padilla, Andriamalala, Baehr, Baert, Bonaldo, Brescovit, Chousou-Polydouri, Dupérré, Eichenberger, Fannes, Gaublomme, Gillespie, Grismado, Griswold, Harvey, Henrard, Hormiga, Izquierdo, Jocqué, Kranz-Baltensperger, Kropf, Ott, Ramírez, Raven, Rheims, Ruiz, Santos, Saucedo, Sierwald, Szüts, Ubick & Wang, 2012 : Tarsal organ morphology and the phylogeny of goblin spiders (Araneae, Oonopidae), with notes on basal genera. American Museum Novitates, no 3736, p. 1-52 (texte intégral).